# MTV Video Music Award alla miglior collaborazione
L'MTV Video Music Award alla miglior collaborazione (MTV Video Music Award for Best Collaboration) è un premio assegnato annualmente a partire dal 2007 nell'ambito degli MTV Video Music Awards.
È stato assegnato per la prima volta con il nome Most Earthshattering Collaboration ed è stato poi sospeso fino al 2010, quando è stato ufficialmente presentato con il nome Best Collaboration.

## Vincitori e candidati
I vincitori sono indicati in grassetto.

### Anni 2000
- 2007

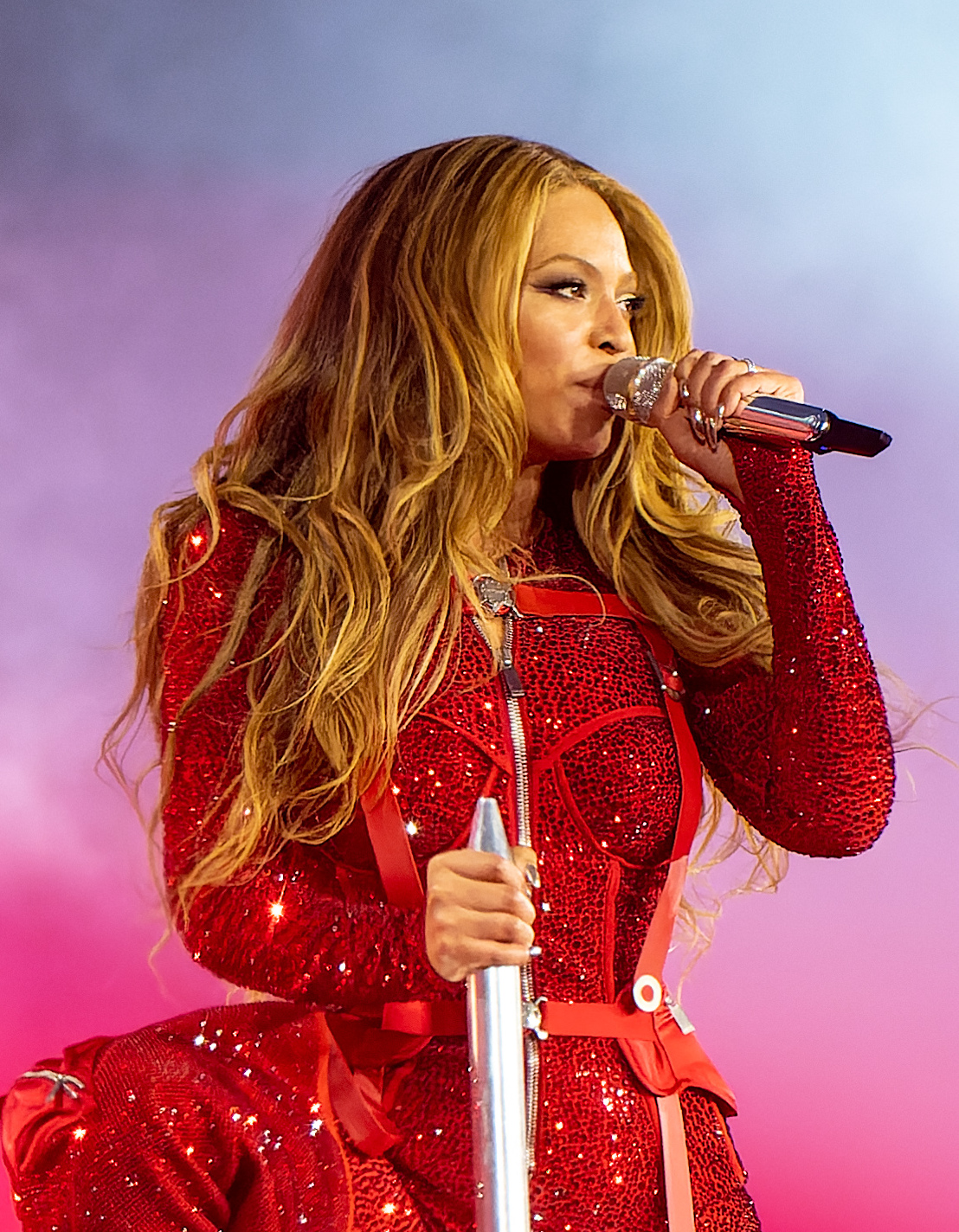
Beyoncé ha vinto tre premi nella categoria.

  - Beyoncé e Shakira - Beautiful Liar
  - U2 e Green Day - The Saints Are Coming
  - Justin Timberlake (featuring Timbaland) - SexyBack
  - Akon (featuring Eminem) - Smack That
  - Gwen Stefani (featuring Akon) - The Sweet Escape

### Anni 2010
- 2010

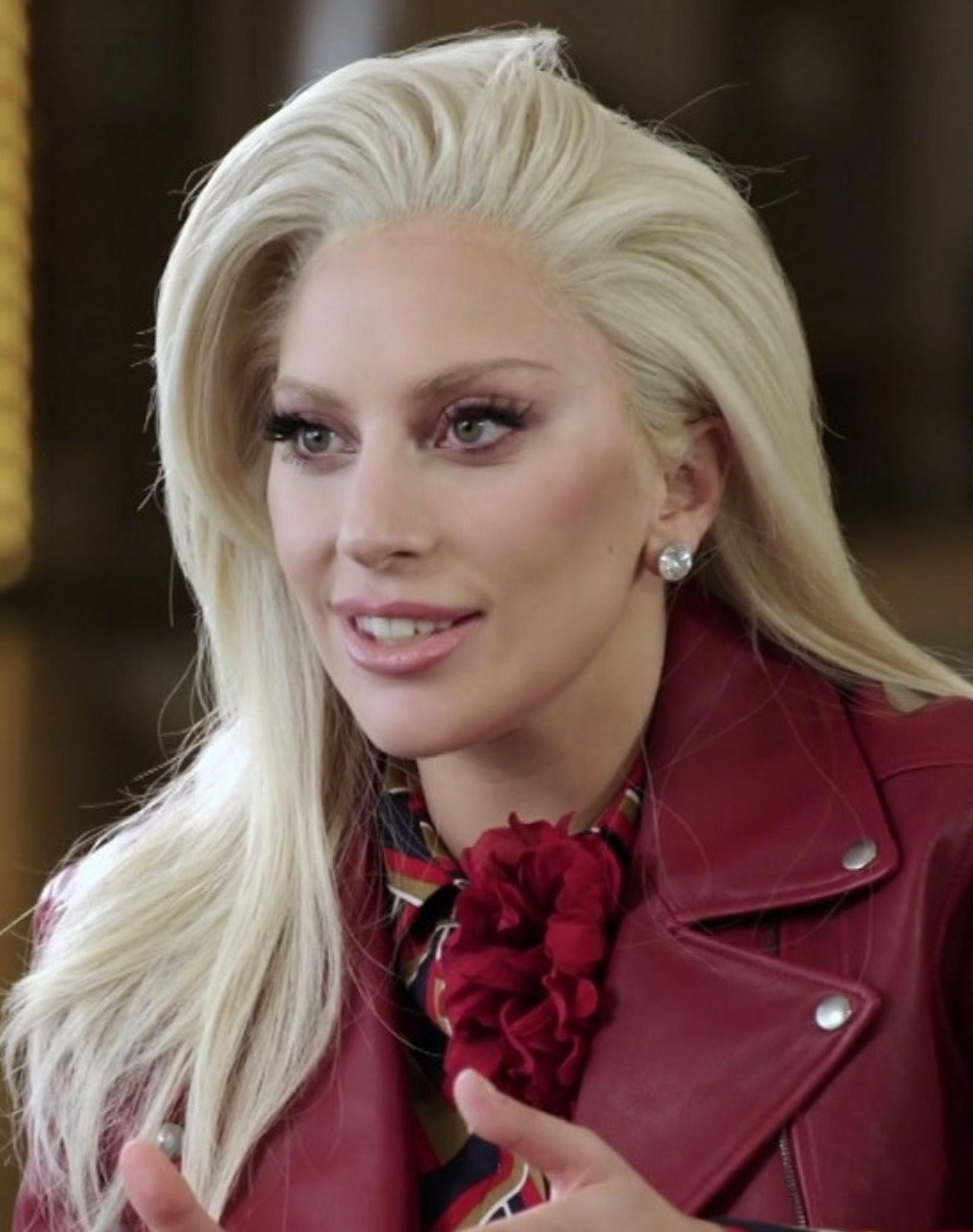
Lady Gaga e Beyoncé sono le uniche artiste ad aver ricevuto due candidature nella medesima cerimonia collaborando assieme con Video Phone e Telephone, vincendo con l'ultima.

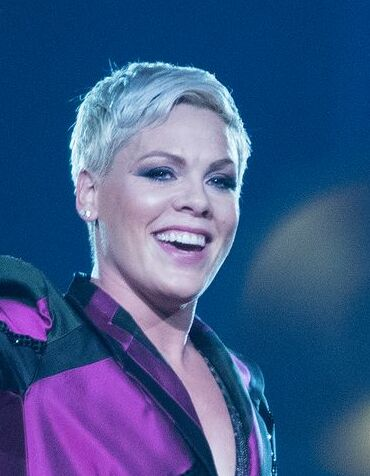
Pink ha vinto il premio nel 2013 alla sua prima e unica candidatura nella categoria.

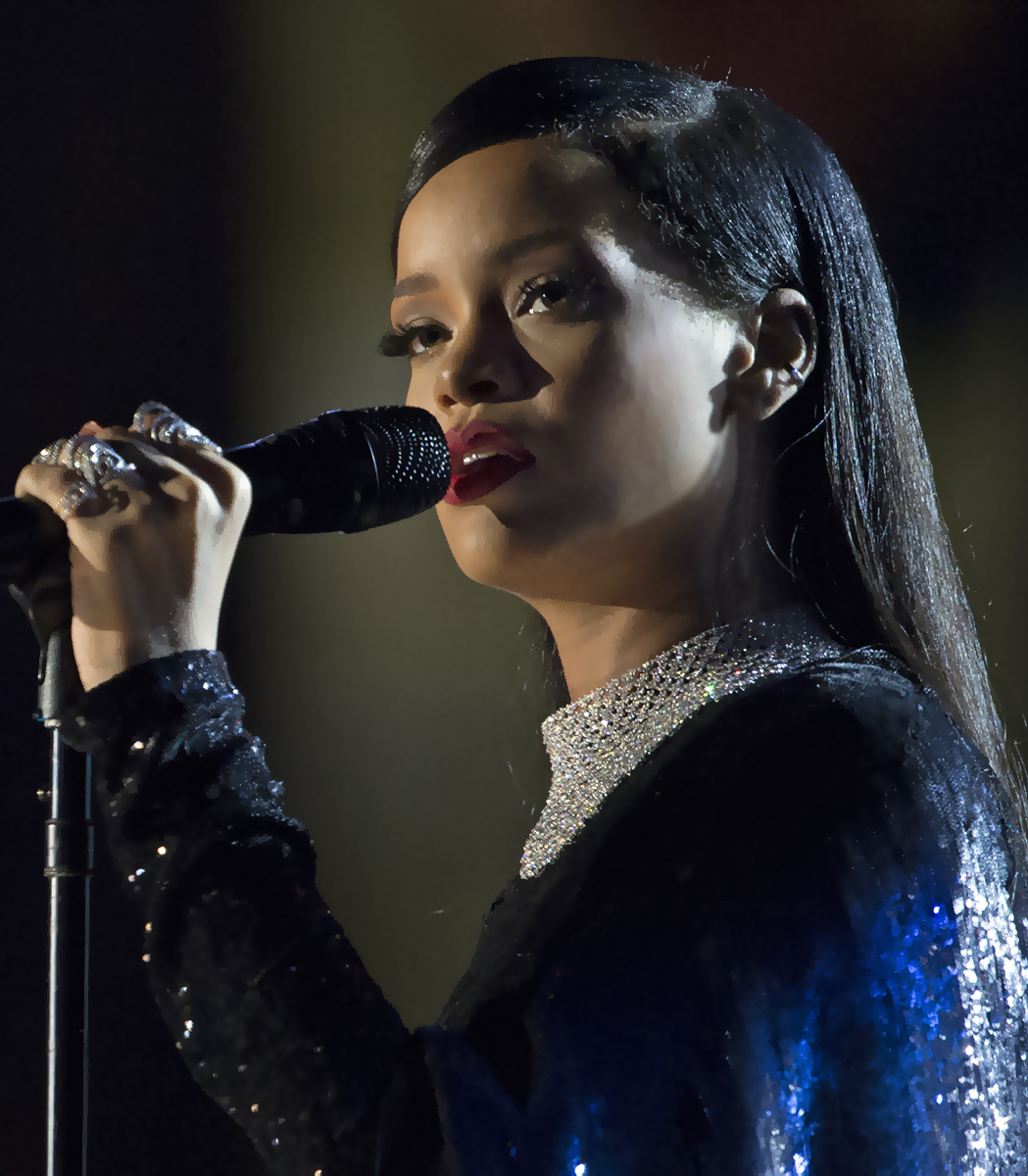
Rihanna e Ariana Grande sono le artiste con il maggior numero di candidature con sei.

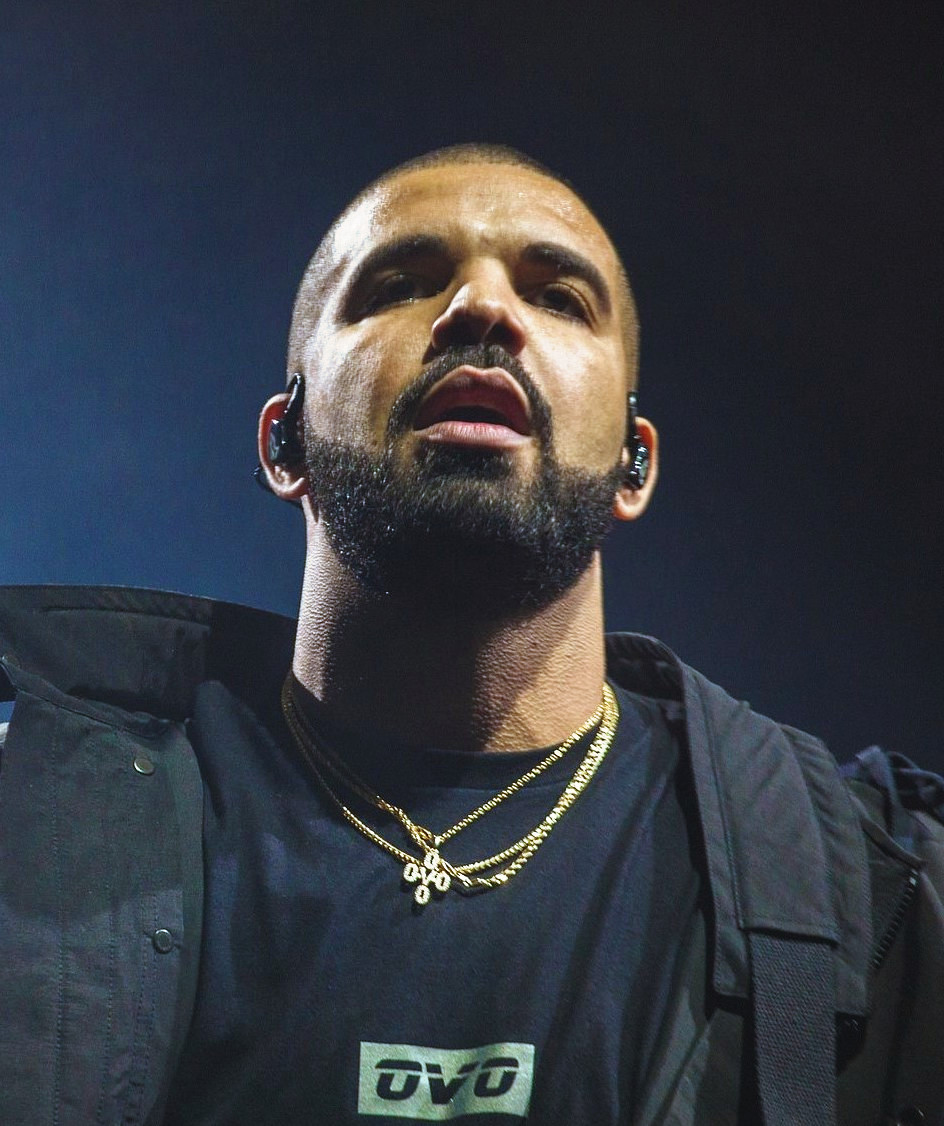
Drake è l'artista maschile con il maggior numero di candidature con cinque.

  - Lady Gaga (featuring Beyoncé) - Telephone
  - B.o.B. (featuring Hayley Williams) - Airplanes
  - Jay-Z e Alicia Keys - Empire State of Mind
  - 3OH!3 (featuring Ke$ha) - My First Kiss
  - Beyoncé (featuring Lady Gaga) - Video Phone (Extended Remix)
- 2011
  - Katy Perry (featuring Kanye West) - E.T.
  - Kanye West (featuring Rihanna e Kid Cudi) - All of the Lights
  - Pitbull (featuring Ne-Yo, Nayer e Afrojack) - Give Me Everything
  - Chris Brown (featuring Lil Wayne e Busta Rhymes) - Look at Me Now
  - Nicki Minaj (featuring Drake) - Moment 4 Life
- 2013[1]
  - Pink (featuring Nate Ruess) - Just Give Me a Reason
  - Robin Thicke (featuring T.I. e Pharrell) - Blurred Lines
  - Pitbull (featuring Christina Aguilera) - Feel This Moment
  - Calvin Harris (featuring Ellie Goulding) - I Need Your Love
  - Justin Timberlake (featuring Jay-Z) - Suit & Tie
- 2014[2]
  - Beyoncé (featuring Jay-Z) - Drunk in Love
  - Katy Perry (featuring Juicy J) - Dark Horse
  - Chris Brown (featuring Lil Wayne e Tyga) - Loyal
  - Eminem (featuring Rihanna) - The Monster
  - Ariana Grande (featuring Iggy Azalea) - Problem
  - Pitbull (featuring Ke$ha) - Timber
- 2015[3]
  - Taylor Swift (featuring Kendrick Lamar) - Bad Blood
  - Jessie J, Ariana Grande e Nicki Minaj - Bang Bang
  - Ariana Grande e The Weeknd - Love Me Harder
  - Wiz Khalifa (featuring Charlie Puth) - See You Again
  - Mark Ronson (featuring Bruno Mars) - Uptown Funk
- 2016[4]
  - Fifth Harmony (featuring Ty Dolla Sign) - Work from Home
  - Beyoncé (featuring Kendrick Lamar) - Freedom
  - Ariana Grande (featuring Lil Wayne) - Let Me Love You
  - Calvin Harris (featuring Rihanna) - This Is What You Came For
  - Rihanna (featuring Drake) - Work
- 2017[5][6]
  - Zayn e Taylor Swift - I Don't Wanna Live Forever
  - Charlie Puth (featuring Selena Gomez) - We Don't Talk Anymore
  - DJ Khaled (featuring Rihanna e Bryson Tiller) - Wild Thoughts
  - D.R.A.M. (featuring Lil Yachty) - Broccoli
  - The Chainsmokers (featuring Halsey) - Closer
  - Calvin Harris (featuring Pharrell Williams, Katy Perry e Big Sean) - Feels
- 2018[7]
  - Jennifer Lopez (featuring DJ Khaled e Cardi B) - Dinero
  - The Carters - Apeshit
  - Logic (featuring Alessia Cara e Khalid) - 1-800-273-8255
  - Bruno Mars (featuring Cardi B) - Finesse
  - N.E.R.D e Rihanna - Lemon
  - Bebe Rexha (featuring Florida Georgia Line) - Meant to Be
- 2019[8]
  - Shawn Mendes e Camila Cabello– Señorita
  - BTS (featuring Halsey) – Boy with Luv
  - Lady Gaga e Bradley Cooper – Shallow
  - Lil Nas X (featuring Billy Ray Cyrus) – Old Town Road (Remix)
  - Ed Sheeran e Justin Bieber – I Don't Care
  - Taylor Swift (featuring Brendon Urie dei Panic! at the Disco) – Me!

### Anni 2020
- 2020[9]

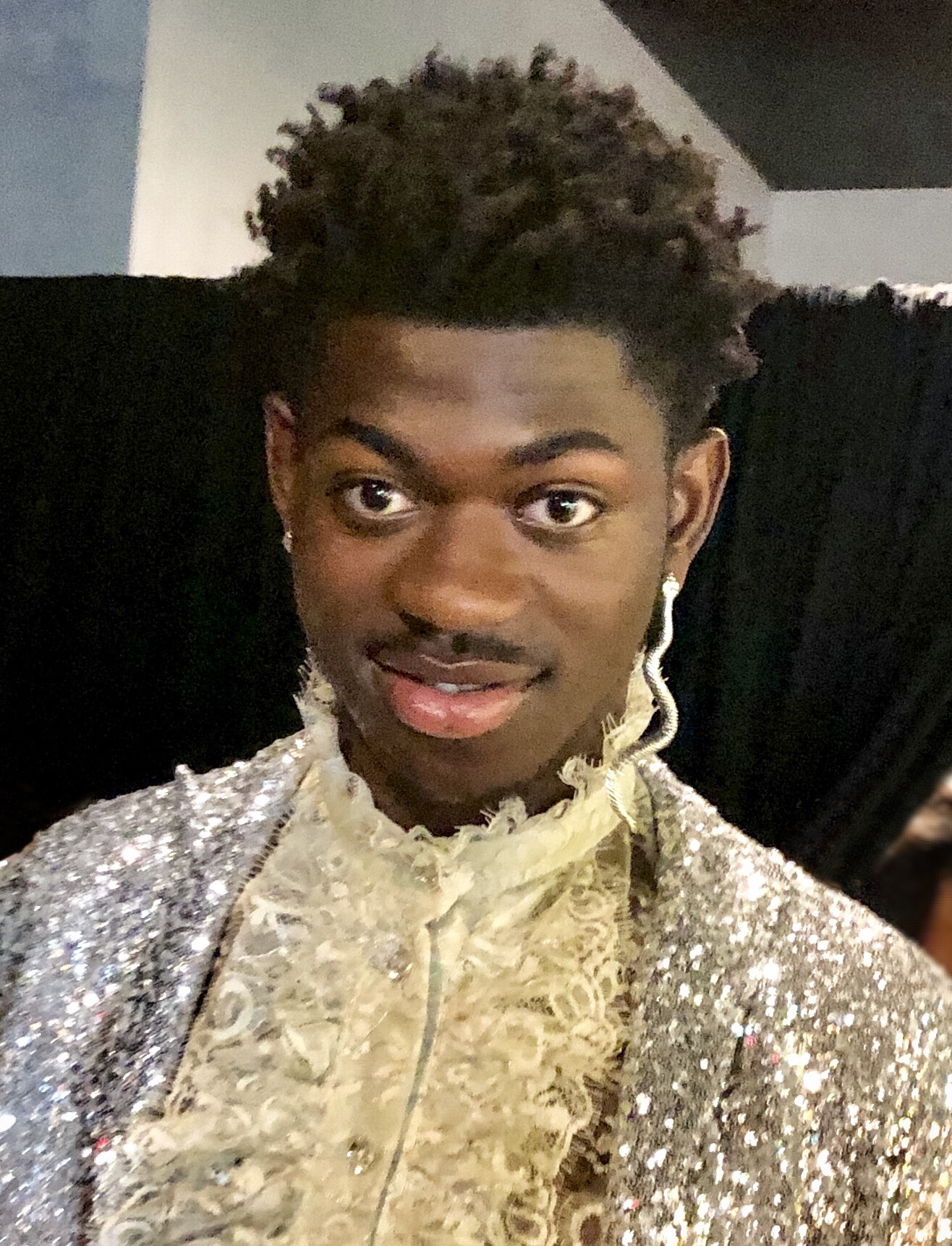
Lil Nas X è stato il primo artista a essere riconosciuto con una collaborazione di soli artisti uomini con Jack Harlow nel 2022.

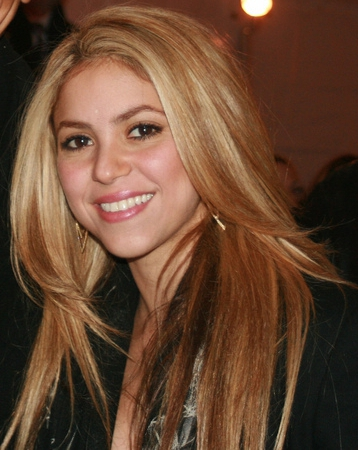
Shakira ha ottenuto il premio due volte. Nel 2023 ha vinto con la prima collaborazione di sole artiste latinoamericane TQG con Karol G.

  - Lady Gaga e Ariana Grande - Rain on Me
  - Ariana Grande e Justin Bieber - Stuck with U
  - Black Eyed Peas e J Balvin - Ritmo (Bad Boys for Life)
  - Ed Sheeran (featuring Khalid) - Beautiful People
  - Future (featuring Drake) - Life Is Good
  - Karol G (featuring Nicki Minaj) - Tusa
- 2021[10]
  - Doja Cat (featuring SZA) - Kiss Me More
  - 24kGoldn (featuring Iann Dior) - Mood
  - Cardi B (featuring Megan Thee Stallion) - WAP
  - Drake (featuring Lil Durk) - Laugh Now Cry Later
  - Justin Bieber (featuring Daniel Caesar e Giveon) - Peaches
  - Miley Cyrus (featuring Dua Lipa) - Prisoner
- 2022[11]
  - Lil Nas X e Jack Harlow - Industry Baby
  - Drake (featuring Future e Young Thug) - Way 2 sexy
  - Elthon Jhon e Dua Lipa - Cold Heart (Pnau Remix)
  - Megan Thee Stallion e Dua Lipa - Sweetest Pie
  - Post Malone e The Weekend - One Right Now
  - Rosalia (featuring The Weekend) - La Fama
  - The Kid Laroi e Justin Bieber - Stay
- 2023[12]
  - Karol G e Shakira - TQG
  - David Guetta e Bebe Rexha - I'm Good (Blue)
  - Post Malone e Doja Cat - I Like You (a Happier Song)
  - Diddy (featuring Bryson Tiller, Ashanti e Young Miami) - Gotta Move On
  - Metro Boomin (featuring The Weekend, 21 Savage e Diddy) - Creepin (Remix)
  - Rema e Selena Gomez - Calm Down
- 2024[13][14]
  - Taylor Swift (featuring Post Malone) – Fortnight
  - Drake (featuring Sexyy Red e SZA) – Rich Baby Daddy
  - GloRilla e Megan Thee Stallion) – Wanna Be
  - Jessie Murph (featuring Jelly Roll) – Wild Ones
  - Jung Kook (featuring Latto) – Seven
  - Post Malone (featuring Morgan Wallen) – I Had Some Help

## Statistiche e record

### Artisti con il maggior numero di vittore
- 3 vittore
  - Beyoncé
  - Taylor Swift
- 2 vittore
  - Shakira
  - Lady Gaga

### Artisti con il maggior numero di candidature
- 6 candidature
  - Rihanna
  - Ariana Grande

- 5 candidature
  - Beyoncé
  - Drake

- 4 candidature
  - Justin Bieber
  - The Weeknd